# 한순
한순(韓𦳣, 韓荀, ? ~ ?)은 중국 후한 말 원소 휘하의 무장이다. 한맹(韓猛) · 한약(韓若) 등의 이름도 전하는데 어느 것이 옳은지는 알 수 없다.

## 생애
원소(袁紹)를 섬겼다.
조조(曹操)의 참모 순유(荀攸)는 한순을 "날래고 의기가 강하나 적을 가벼이 여기는 자"라고 평하였다.
건안(建安) 5년(200년), 관도전투(官渡戰鬪) 때 원소는 한순에게 조조군의 서쪽 교통로를 차단할 것을 명하였으나, 한순은 계락산(稽洛山)에서 조인(曹仁)에게 격파당하였다. 또한 원소군의 군량 운반을 호위하는 역할을 맡았으나, 순유의 계략으로 서황(徐晃) · 사환(史渙)은 한순을 공격하여 수레를 불태웠다.

## 《삼국지연의》 속 한순
한맹으로 등장한다.
사환이 포로를 심문하여 한맹이 군량을 수송한다는 사실을 입수한다. 또한 사실(史實)과 마찬가지로 사환은 서황과 함께 한순을 공격하여 수레를 불태우며, 이에 원소는 한맹을 죽이려 하나 부하들의 만류로 한맹을 잡병으로 강등시켰다.